# Groton (hrabstwo Tompkins)
Groton – wieś w Stanach Zjednoczonych, w stanie Nowy Jork, w hrabstwie Tompkins.